# 長淵駅
長淵駅（チャンヨンえき、朝鮮語: 장연역）は、朝鮮民主主義人民共和国の黄海南道長淵郡の駅で、長淵線に属する。 

## 隣の駅
殷栗線
楽淵駅 - 長淵駅